# Ofensiva de Segovia
En el contexto de la guerra civil española, se conoce como la ofensiva de Segovia a una operación militar que el Ejército republicano realizó entre el 30 de mayo y el 4 de junio de 1937, en el Frente del Centro. Es en esas fechas, cuando el primer gobierno de Juan Negrín (con Indalecio Prieto como ministro de Defensa Nacional) decidió emplear el naciente Ejército Popular de la República en ofensivas cuya finalidad era evitar la caída de la zona norte republicana, entreteniendo en otros frentes a las tropas franquistas. Estas ofensivas fueron las dirigidas a la conquista de Segovia y de Huesca.

## Antecedentes
En los días siguientes al golpe de Estado del 18 de julio de 1936, los sublevados, siguiendo los planes trazados por el general Mola, organizaron una columna desde Valladolid, mandada por el coronel Serrador, que se dirigió a Madrid por el Alto del León (puerto de Guadarrama), por el que pasaba la carretera de Villalba a San Rafael (general N-VI Madrid-La Coruña). Una columna gubernamental mixta de soldados y milicianos, procedente de Madrid, ocupó los puertos de Guadarrama y de Navacerrada el día 22. La columna Serrador, que había salido de Valladolid en la noche del 21 al 22, llegó al Alto del León a las dos de la tarde del 22 e inició inmediatamente el asalto, conquistándolo unas horas después. Las fuerzas gubernamentales lanzaron en días sucesivos fortísimos ataques para recuperar el Alto del León, sin conseguirlo.
En la mañana del día 22 de julio, fuerzas del regimiento de artillería ligera de Segovia habían intentado ocupar el puerto de Navacerrada, sin éxito. Por ese puerto pasaba la carretera de Villalba a Segovia y Valladolid. A partir de ahí el frente se estabilizó a la altura de Valsaín y los jardines de La Granja. El terreno accidentado y con densos bosques retraía a las dos partes de lanzarse a un ataque de infantería.
En la primera quincena de agosto de 1936 el frente de la sierra de Guadarrama estaba completamente parado. Los rebeldes ocupaban los puertos de Somosierra (carretera N-I Madrid-Irún) y de Guadarrama, pero eran incapaces de continuar su marcha hacia Madrid. El gobierno, por su parte, también carecía de fuerzas para intentar la recuperación de los puertos. Así se mantuvo la situación, sin apenas actividad, hasta mayo de 1937.

## Fuerzas enfrentadas
Bando republicano

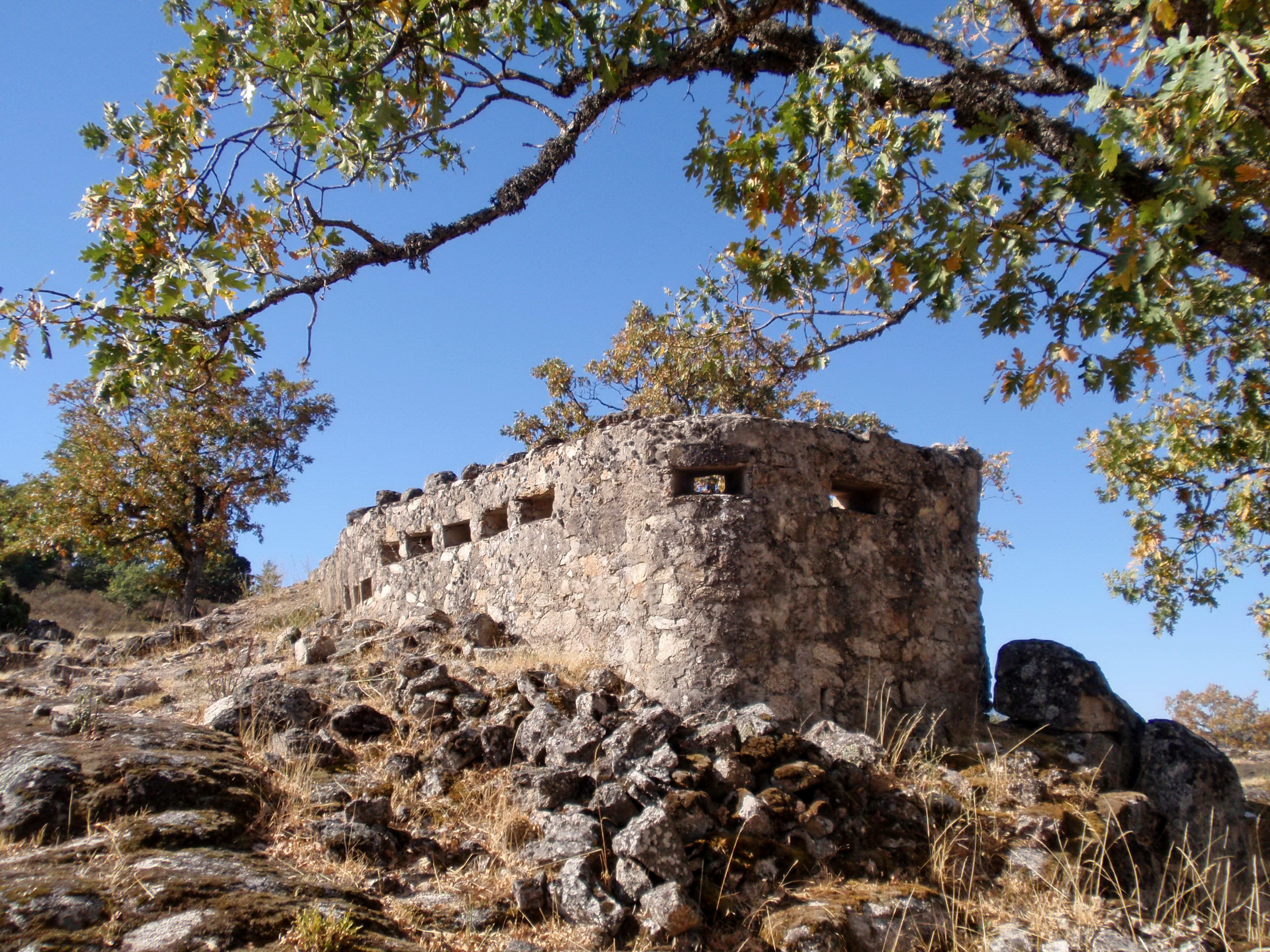
Búnker en el Cerro del Puerco (Valsaín), escenario de la Batalla de la Granja.

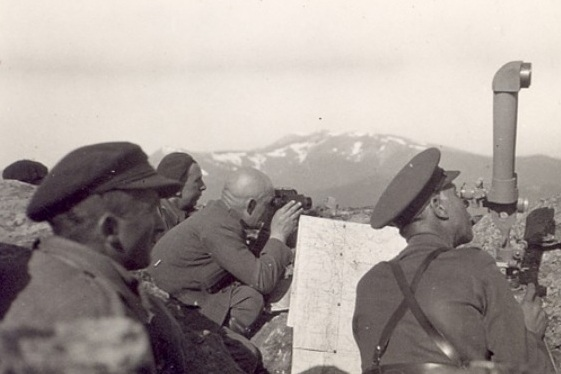
Swierczewski y otros funcionarios republicanos, Ofensiva de Segovia

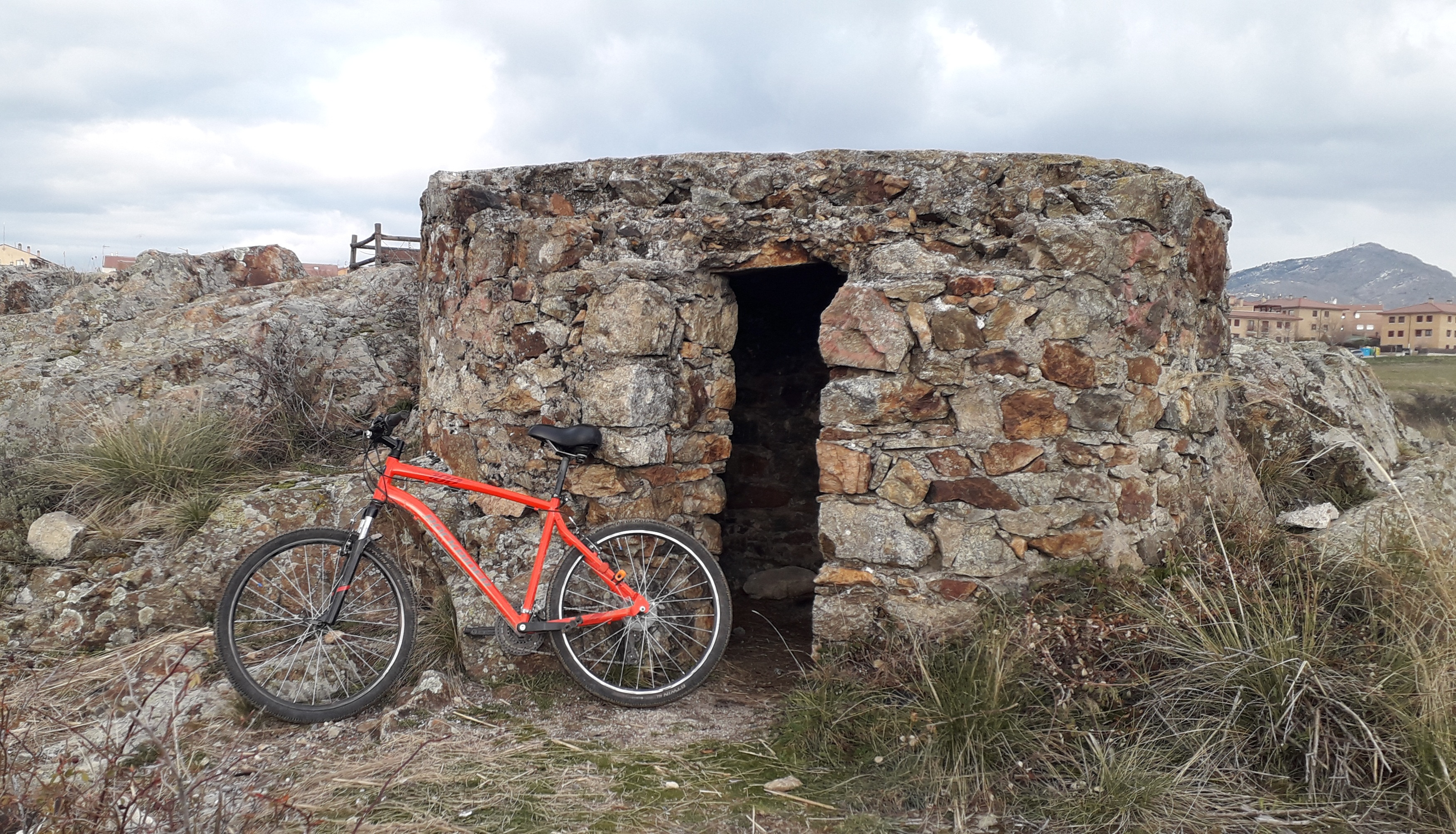
Búnker de Los Barberos (Palazuelos de Eresma), estratégico junto al río Eresma clave para cortar el avance republicano dirección Segovia

Entre las fuerzas republicanas en la zona se encontraba la 29.ª Brigada de la 2.ª División del I Cuerpo de Ejército, mandada por el coronel Moriones y que pasaría a dirigir el mando el I Cuerpo, al que pertenecerían todas las tropas republicanas de esta ofensiva. Estas fuerzas se encontraban situadas en la zona de Cuatro Caminos, El Berrueco y El Bardal.
El mando de las operaciones recayó en el general Walter, con participación preferente de las Brigadas Internacionales. El avance hacia Cabeza Grande y La Granja se encargó a la 35.ª División, compuesta por la XIV Brigada Internacional y la 69.ª Brigada mixta; También se encontraba la 34.ª División (al mando de José María Galán) y compuesta a su vez por las brigadas mixtas 21.ª y 3.ª. Todas estas unidades se situaron en todos los sectores de la línea del Guadarrama, desde La Granja al Alto del León. Por otro lado, el ataque a La Granja sería secundado por una operación de distracción sobre el Alto del León a cargo del coronel Barceló, con las brigadas mixtas 29.ª, 20.ª y 31.ª que dependían de la 2.ª División. 
Se contaba con un poderoso apoyo aéreo (un centenar de aparatos) así como apoyo artillero y de dos compañías de tanques (una de reserva). La participación aérea fue destacada por parte del bando republicano, aunque destacó la intervención del piloto Joaquín García-Morato por parte de la Aviación Nacional
Fuerzas sublevadas
El grueso de las tropas sublevadas se encontraba acantonado en Cabeza Grande (junto a Revenga) y lo formaba la 1.ª Brigada de la 75.ª División sublevada, mandada por el general Varela, con cuartel general en Ávila. Durante el combate fueron reforzados por el 5.º Tabor de Regulares de Melilla.

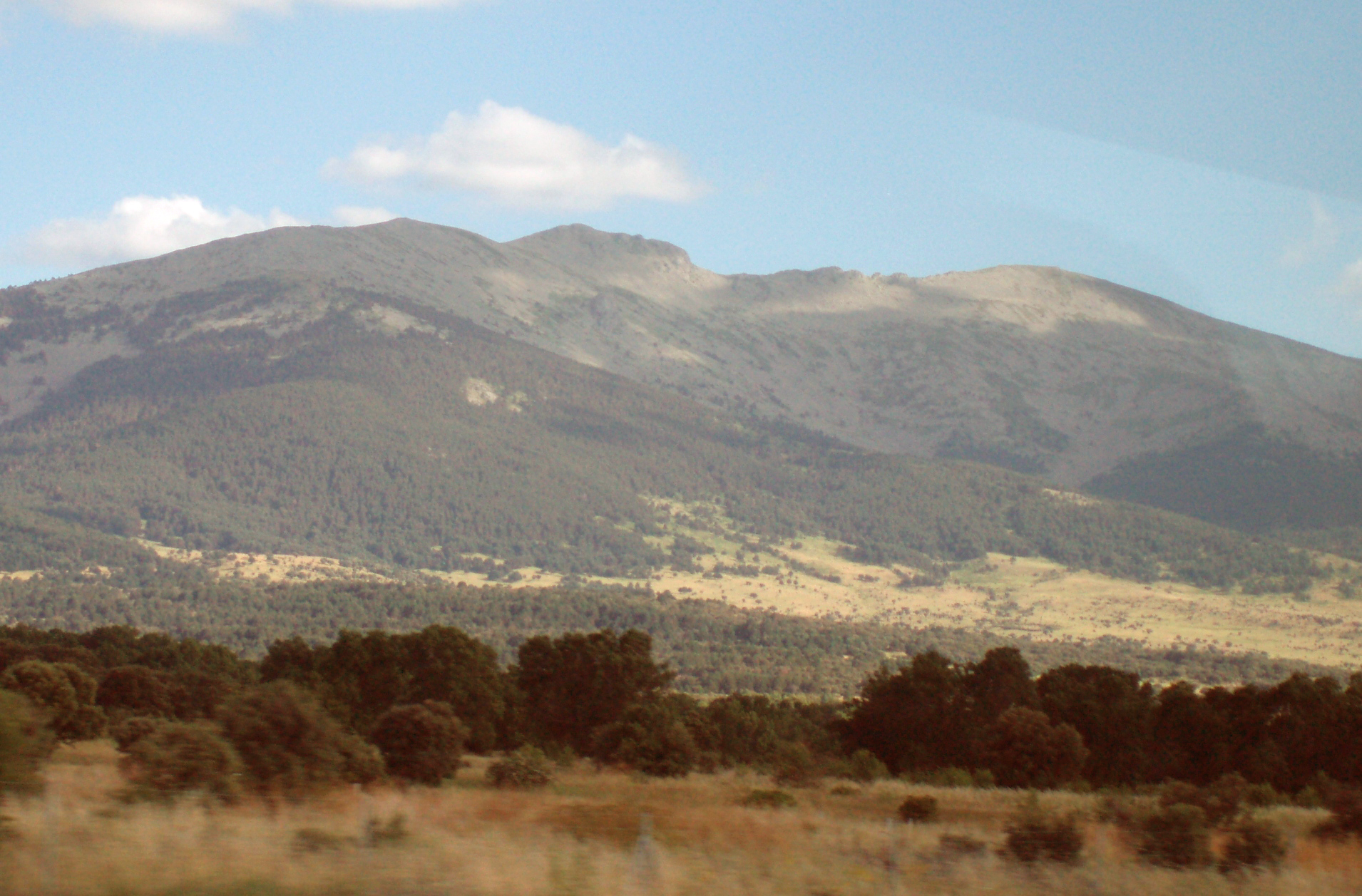
La Mujer Muerta vista desde las cercanías de Revenga. La cabeza de la mujer está en el centro de la imagen, a continuación el pecho y a la derecha el vientre.

## Desarrollo de las operaciones

### Preparación del ataque
El gobierno de la República (presidido por el Doctor Negrín) necesitaba con urgencia una victoria significativa, de modo que encomendó al coronel Matallana un plan de ataque por sorpresa a Segovia, con intención de conquistar la capital de la provincia y profundizar en terreno enemigo hacia Valladolid. Por otro lado, se buscaba que de prosperar la ofensiva, que se prometía sin demasiada dificultad, aliviaría la situación de Bilbao y el Frente norte. Pero la operación se preparó con demasiado apresuramiento, de tal modo que los sublevados se percataron de los movimientos de las tropas republicanas, desapareciendo el factor sorpresa. Al mismo tiempo, la 35.ª División llegó a sus posiciones de ataque muy cansada, tras agotadoras marchas a pie por la sierra.

### Ofensiva republicana
A las 6 de la mañana del domingo 30 de mayo de 1937, tras un bombardeo de aviación, comenzó el ataque republicano hacia Cabeza Grande y la Cruz de la Gallega, con enorme lentitud. Hasta las 14 horas no llegaron a Cabeza Grande, que resistió bien. La 21.ª Brigada Mixta estuvo a punto de tomar La Granja, impidiéndolo los regulares llegados como refuerzo desde la Casa de Campo de Madrid. Esa misma tarde del día 30 el general Varela se trasladó a Segovia para hacerse cargo de la defensa. La maniobra de distracción contra el Alto del León fue un fracaso por la falta de apoyo aéreo, de forma que las unidades republicanas apenas pudieron salir de sus bases de partida.
El 31 de mayo tuvo lugar un fuerte ataque republicano contra Cabeza Grande, con una continua acción artillera y de carros de combate, hasta que al caer la noche los nacionalistas perdieron la posición. Mientras tanto, el general Varela organizó personalmente la defensa de La Granja, logrando mantenerla bajo su control. El 1 de junio las tropas republicanas iniciaron el despliegue para tomar el cerro de Matabueyes y cortar la carretera de Segovia a La Granja, pero los sublevados recibieron importantes refuerzos: la aviación franquista se hizo con el dominio del aire, al tiempo que llegaba la 1.ª Bandera del Tercio y el 3.er Batallón del Regimiento de Infantería La Victoria. A lo largo de todo el día hubo furiosos combates. Los republicanos perdieron Cabeza Grande y no lograron tomar La Granja.
El miércoles 2, los republicanos hicieron un último y gran esfuerzo para que la ofensiva tuviera éxito. El general Miaja ordenó al teniente coronel Galán que se hiciera cargo del mando y dirigiera un nuevo asalto contra Cabeza Grande y Matabueyes. Entre las 14:30 y las 23 horas los republicanos lanzaron ataques muy violentos con infantería, carros y artillería, pero fueron rechazados. Al día siguiente la ofensiva dio sus últimos coletazos y el día 4 ya no hubo apenas actividad, retirándose las fuerzas republicanas a sus posiciones primitivas. Las fuerzas rebeldes tampoco intentaron explotar la victoria para ampliar la zona bajo su control.

## Consecuencias

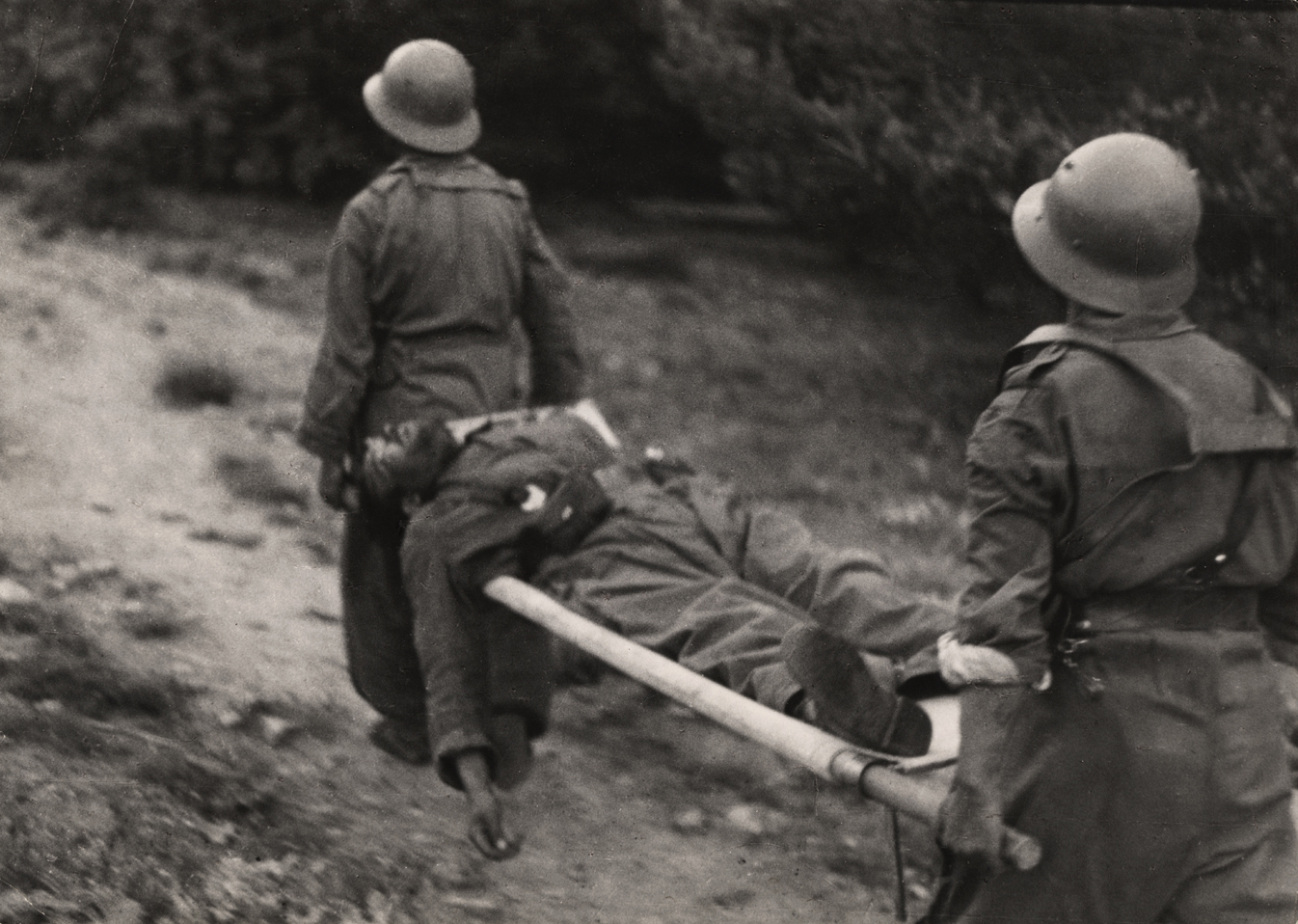
Camilleros republicanos en el sector de Navacerrada.

La deficiente actuación de las nuevas fuerzas del Ejército Popular de la República demostraba que todavía no estaban preparadas para las necesidades que se exigían en aquel momento. Lo cierto es que a pesar de que constituía un objetivo relativamente poco defendido, se empeñaron pocas fuerzas en la operación, algunas de ellas no actuaron bien durante la batalla, sea el caso de la XIV Brigada Internacional, y algunos mandos tampoco estuvieron a la altura de las circunstancias.
Sin embargo, el factor decisivo para decantar la victoria fue el control absoluto del aire por la aviación franquista a partir del 1 de junio. La aviación republicana actuó en esa ofensiva tarde y mal, sin coordinarse con las fuerzas de tierra gubernamentales. Además del fracaso en la conquista de Segovia, el Ejército republicano también fracasó en su objetivo de auxiliar a las fuerzas que combatían en Vizcaya, ya que el ataque republicano solo retrasó dos semanas más la ofensiva sublevada contra Bilbao.
La batalla tuvo otra consecuencia: el general Emilio Mola, al mando de las operaciones en el Norte, se alarmó por la ofensiva republicana en el sector de Segovia. Mola insistió en volar desde Vitoria hasta Valladolid, desde donde supervisaría las operaciones y la respuesta contra el ataque republicano. El 3 de junio, en medio de una espesa niebla y una pésima meteorología, se estrelló el avión de Mola mientras atravesaba el puerto de la Brújula (en la provincia de Burgos). Mola y todos los tripulantes del avión fallecieron, lo que supuso una gran pérdida para el bando sublevado.

## Literatura
La batalla sirvió de base al escritor norteamericano Ernest Hemingway para escribir su novela Por quién doblan las campanas.